# Top Cat
Top Cat var en animerad TV-serie från Hanna-Barbera Productions som debuterade 1961. Filmerna var något av en fabeldjursparodi av sitcom-TV-serien The Phil Silvers Show (även känd som "You'll Never Get Rich" och "Sergeant Bilko") och handlade om ett gäng katter som bodde i en gränd och terroriserade den lokala poliskonstapeln Dribble. Kattgänget anfördes av Top Cat själv och bestod i övrigt av Benny, Klo, Frasse, Ko-Ko och Listig. Top Cats röst gjordes i den svenskdubbade versionen av Per Sandborgh. Originalrösten gjordes av skådespelaren Arnold Stang.
En serietidningsversion publicerades av Dell Comics (1961–1962), Gold Key (1962–1970) och slutligen Charlton (1970–1973). Några av serieepisoderna kunde läsas på svenska i tidningen Scooby-Doo i början av 1980-talet. De tecknade filmerna visades på svenska bland annat på TV:s jullovsmorgon under ungefär samma period.

## Svenska röster i urval
- Per Sandborgh - Top Cat
- Steve Kratz - Benny the Ball
- Peter Sjöquist - Konstapel Dribble
- Charlie Elvegård - Ko Ko, Klo
- Tommy Nilsson - Frasse, Listig
- Mattias Knave - diverse
- Malin Berghagen - diverse